# Reiji Nakajima
Reiji Nakajima (中島 礼司 Nakajima Reiji?), född 28 juni 1979 i Kanagawa prefektur, är en japansk före detta fotbollsspelare.
Nakajima började sin karriär 1998 i Atsugi Marcus. Efter Atsugi Marcus spelade han för Kowada SC, Ventforet Kofu, Denso, Fervorosa Ishikawa Hakuzan FC, Cobaltore Onagawa och V-Varen Nagasaki. Han avslutade karriären 2014.